# Јожеф Папаи
Јоци Папаи (мађ. József Pápai; Тата, 22. септембар 1981) мађарски је певач и гитариста ромског порекла. Представљаће Мађарску на Песми Евровизије 2017. са песмом Origo.

## Каријера
За музику се интересовао још од детињства, пошто је његов старији брат са 4 године свирао гитару и писао песме. На њега је утицај имала музика 60-их и 70-их, рок, поп, соул и р&б музика. Први јавни наступ имао је 2005, када је учествовао у једном музичком талент шоуу. Његов први успешан сингл био је Ne nézz így rám. 2006. је сарађивао са репером Мајка на песмама Nélküled и Nekem ez jár, али славу је стекао тек 2015. са песмом Mikor a test örexik, а након тога је издао компилацију песмама под називом  Elrejtett világ, у сарадњи са другим извођачима. Његова последња сарадња са Мајком се појавила заједно са поп-фанк песмом "Senki más".
8. децембра 2016. године објављено је да ће Папаи бити један од тридесет такмичара који учествују у такмичењу А Дал за 2017. годину, националном избору за Мађарску на Песми Евровизије 2017. године са песмом "Origo", у којем је прошао у финале и победио на такмичењу. Са песмом "Origo" отишао је на Евровизију у Кијев и пласирао се на осмо место у финалу са 200 бодова. На А Далу је опет победио 2019. године, а овај пут са песмом "Az én apám" са којом је представљао Мађарску на Песми Евровизије 2019. у Тел Авиву. Ипак, 2019. се није пласирао у финале. Био је дванаести у првом полуфиналу са 97 бодова.

## Дискографија
- (2011)
- (2013)
- (2015)
- (2015)
- (2016)
- (2017)
- (2017)
- (2018)
- (2018)
- (2018)
- (2019)